# Bailables n.º 4
Bailables № 4 es el décimo segundo álbum del arpista Hugo Blanco y su Conjunto, grabado también en 1967 y el cuarto volumen de esta serie "Bailables". De esta producción musical se extraen los éxitos: "Plaza de Toros", "Guajira con Arpa", "El Cochino" y "Mosaiquito Cubano" correspondientemente.

## Pistas
| N.º | Canción                                                              | Duración |
| --- | -------------------------------------------------------------------- | -------- |
| 1.  | "Mosaiquito Cubano"(*) Miguel Matamoros                              |          |
| 2.  | "El Cochino" Hugo Blanco                                             |          |
| 3.  | "La Cigüeña" Hugo Blanco; Nelson Blanco                              |          |
| 4.  | "Los Enamorados" Larry Kusik; James Last; Eddie Snyder; Gunter Loose |          |
| 5.  | "Marionetas en la Cuerda" Bill Martín; Phil Coulter; Augusto Algueró |          |
| 6.  | "Fiesta del Arroz" Hugo Blanco                                       |          |
| 7.  | "Plaza de Toros" Hugo Blanco                                         |          |
| 8.  | "Guajira con Arpa" Hugo Blanco; Antonio Fernández                    |          |
| 9.  | "Caripe, Tierra del Café" Hugo Blanco                                |          |
| 10. | "Con" Charles Aznavour; Franck Pourcel                               |          |
| 11. | "La Olla" Lorenzo Hierrezuelo                                        |          |
| 12. | "La Banda" Francisco Buarque de Hollanda                             |          |

(*)Mosaiquito Cubano: "Son de la Loma" y "El Que Siembra Su Maíz"